# Toyota Matrix
El Toyota Matrix, Voltz o Pontiac Vibe es un automóvil de turismo del segmento C desarrollado en conjunto por los fabricantes Toyota y General Motors, vendido desde el año 2002 hasta el año 2013 bajo las marcas Toyota y Pontiac. Es un cinco plazas con motor delantero transversal, tracción delantera o en las cuatro ruedas con carrocería hatchback de cinco puertas, que se fabricaba en Fremont, California, Estados Unidos.

## Primera generación (2002-2008)
La primera generación se puso a la venta en el primer trimestre de 2002. Fue desarrollado sobre la base del Toyota Corolla de novena generación. El modelo fue reestilizado para la línea 2005 para acentuar las diferencias de aspecto entre el Matrix y el Vibe. Además de ofrecerse en el mercado norteamericano, se exportó como Voltz a Japón entre los años 2002 y 2004; tiene el aspecto exterior del Vibe y el interior del Matrix.

Se fabricó con dos motor de gasolina de cuatro cilindros en línea y 2.0 litros de cilindrada. Debido a que la SAE modificó las normas de medición de potencia máxima durante la vida comercial del Matrix, cada motor tiene dos cifras homologadas. El primero desarrollaba inicialmente 132 CV y luego 114 CV, en tanto que el segundo motor generaba 182 CV y luego 166 CV.

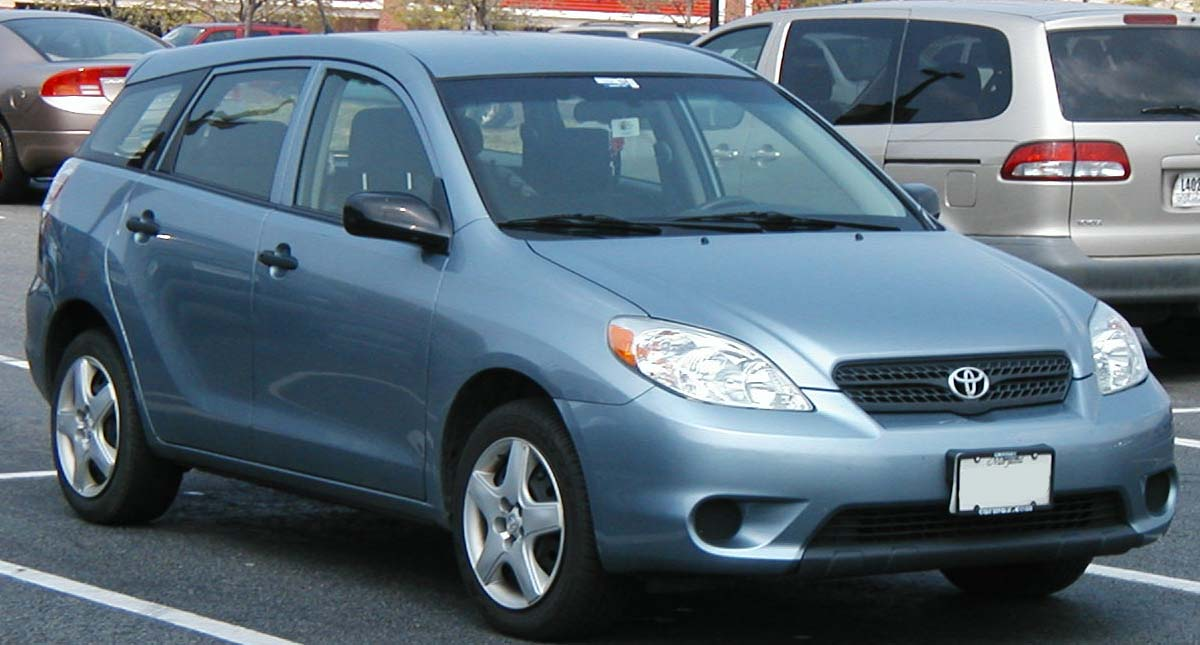
Vista delantera del Matrix de primera generación
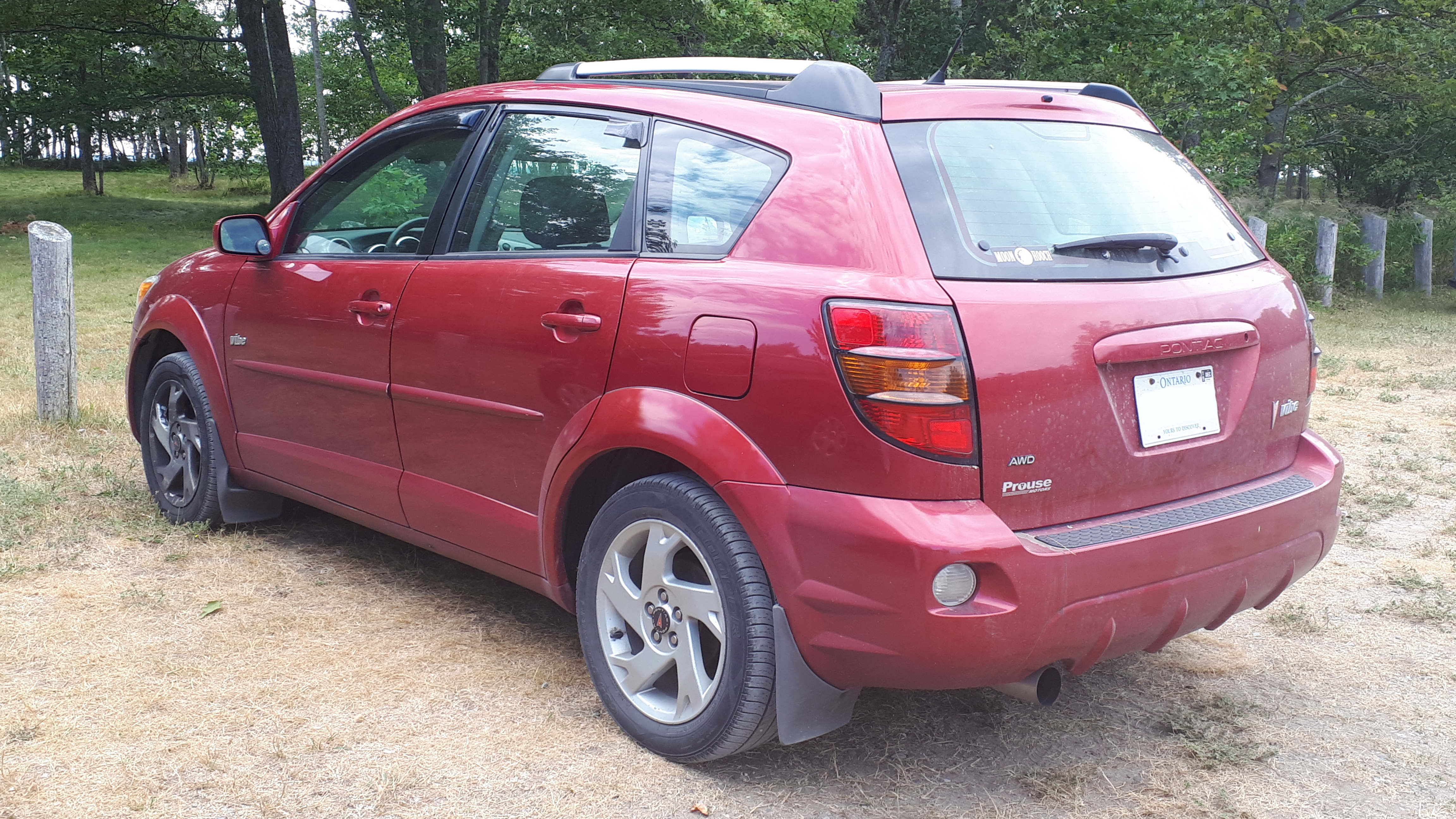
Vista trasera del Vibe (es igual que la del Matrix)
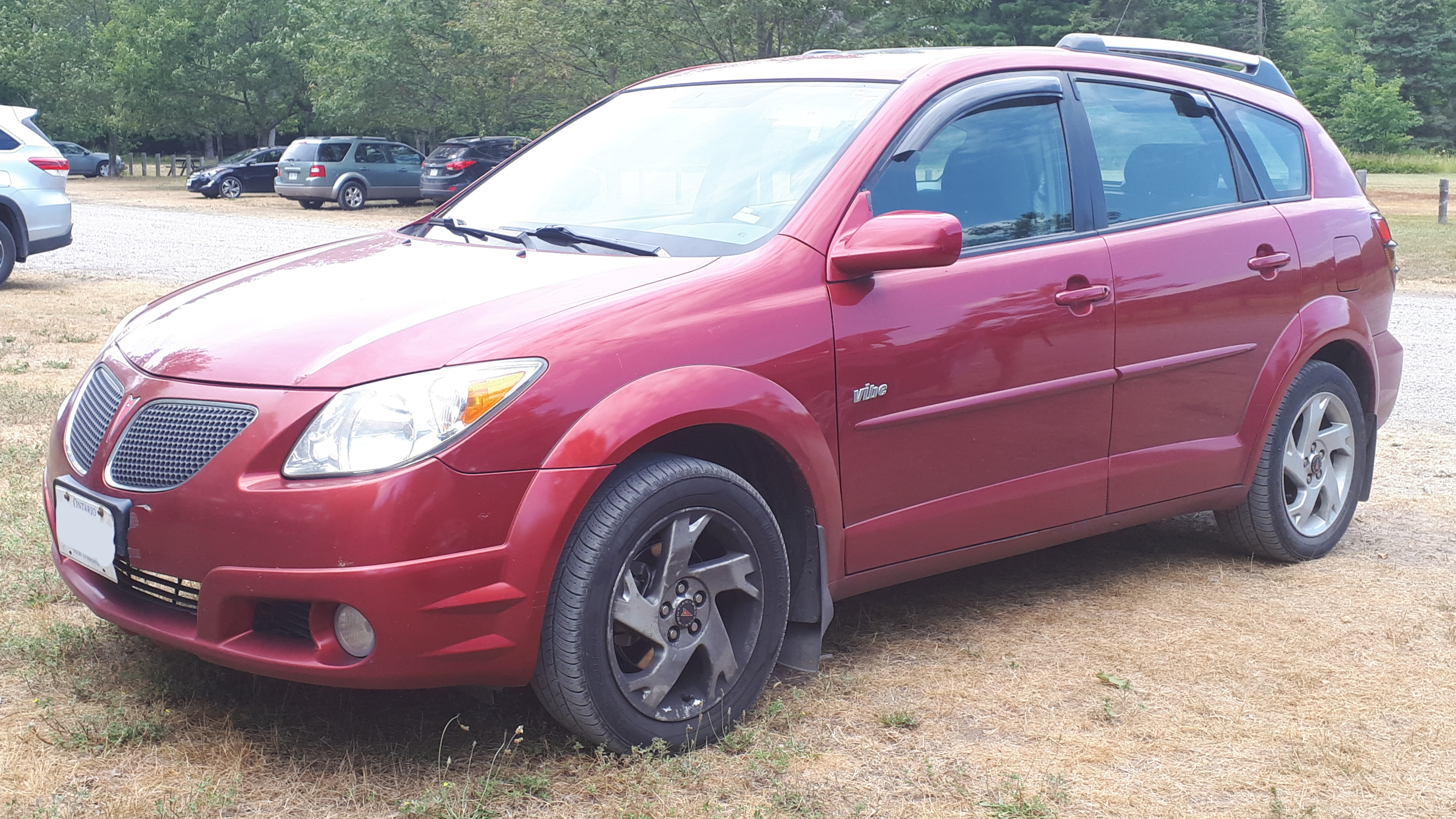
Vista delantera del Pontiac Vibe

## Segunda generación (2008-2013)
La segunda generación del Matrix se comenzó a vender en el primer trimestre de 2008, con la misma estructura del Corolla de décima generación. El Matrix se presentó oficialmente en el SEMA Show de 2007, y el Vibe en el Salón del Automóvil de Los Ángeles del mismo año. Sus dos motores son gasolina atmosféricos de cuatro cilindros en línea: un 1.8 litros de 134 CV, y un 2.4 litros de 160 CV.

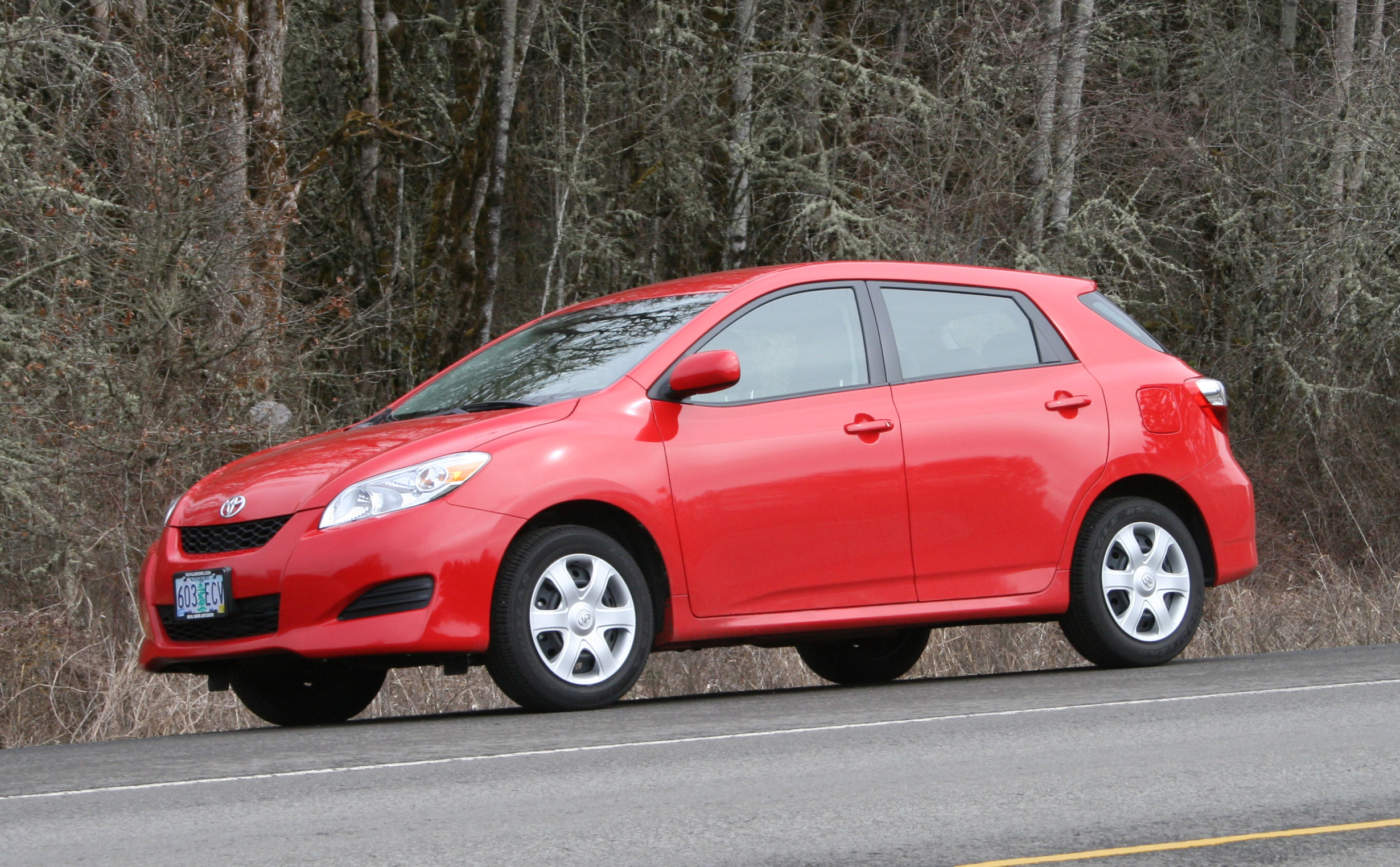
Vista delantera del Matrix de segunda generación

- Datos: Q1722685
- Multimedia: Toyota Matrix / Q1722685